# Neptis ilos
Neptis ilos är en fjärilsart som beskrevs av Hans Fruhstorfer 1909. Neptis ilos ingår i släktet Neptis och familjen praktfjärilar. Inga underarter finns listade i Catalogue of Life.